# Aressy
Aressy é uma comuna francesa na região administrativa da Nova Aquitânia, no departamento dos Pirenéus Atlânticos. Estende-se por uma área de 2,15 km². Em 2010 a comuna tinha 748 habitantes (densidade: 347,9 hab./km²).